# Cymatocarpus
Cymatocarpus là chi thực vật có hoa trong họ Cải.